# Antoine de Hohenzollern-Sigmaringen
Antoine de Hohenzollern-Sigmaringen (en allemand, Anton Egon Karl Friedrich Prinz von Hohenzollern-Sigmaringen), né le 7 octobre 1841 à Sigmaringen, et mort le 5 août 1866 à Königgrätz, troisième fils de Charles-Antoine de Hohenzollern-Sigmaringen et de Joséphine de Bade est un membre de la famille princière de Hohenzollern-Sigmaringen. 
Son frère aîné Charles est devenu en 1866 Carol Ier roi de Roumanie, tandis que sa sœur aînée Stéphanie était brièvement (de 1858 à 1859) reine-consort du Portugal. La candidature de son frère Léopold au trône du Espagne (vacant depuis la Révolution de 1868) a été à l'origine de la Guerre franco-allemande de 1870.

## Rôle et formation

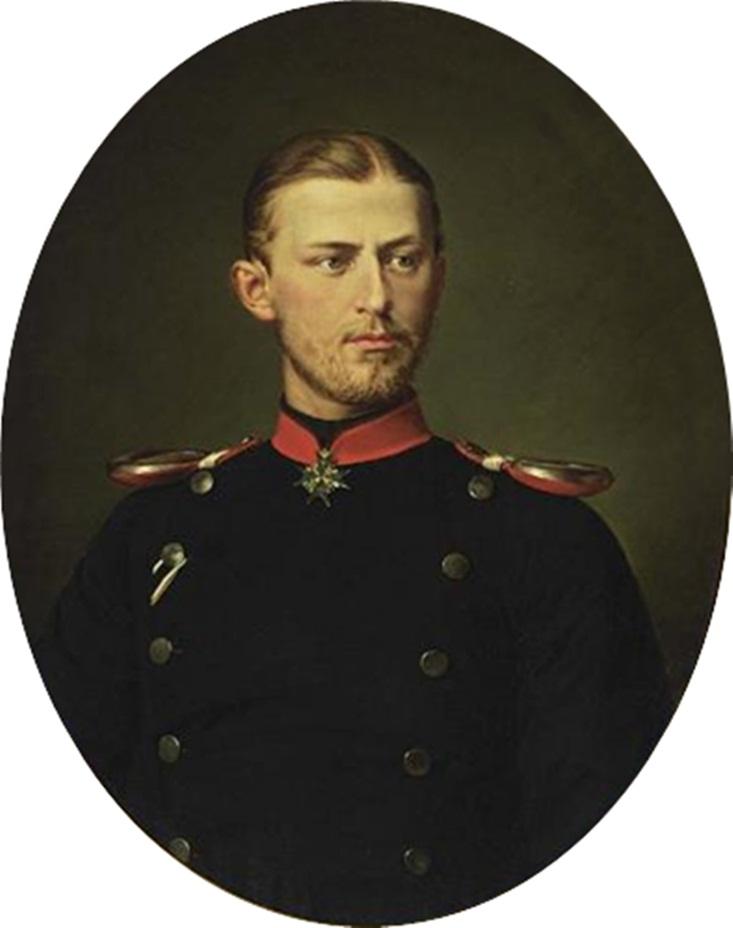
Portrait du Prince Antoine de Hohenzollern-Sigmaringen en officier prussien.

Adolescent, le prince Antoine étudie l'archéologie. Son frère Frédéric et lui accompagnent le baron Charles de Mayenfisch (de) lors de ses recherches dans les environs de Sigmaringen où un castel romain vient d'être découvert. En 1859, le prince âgé de dix-huit ans rejoint l'armée en qualité de second lieutenant au 1er régiment à pied de la Garde.
En 1866, il participe activement à la guerre austro-prussienne. Lors de la bataille de Sadowa, il parvient à s'emparer de l'étendard du régiment autrichien Coronini, mais lors de l'attaque décisive sur les hauteurs de Chlum, il reçoit quatre balles dans la jambe. 
Remus von Woyrsch, enseigne au 1er régiment à pied de la Garde, plus tard maréchal, le sauve du champ de bataille. Quand il veut appliquer au prince un bandage d'urgence, tous deux sont capturés par les Autrichiens, mais libérés immédiatement après. Les blessures sont incurables et le prince finit par succomber trente-trois jours plus tard dans un lazaret à Königgrätz le 5 août 1866.

## Titulature
- 7 octobre 1841 – 5 août 1866: Son Altesse Royale le Prince Antoine de Hohenzollern-Sigmaringen

## Honneurs
- Croix d'honneur 1re classe de l'ordre princier de l'ordre des Hohenzollern
- Croix Pour le Mérite (Royaume de Prusse).